# SparkyLinux
SparkyLinux és una distribució de Linux d'origen polonès basada en Debian. Inicialment, s'anomenà ue17r, d'Ubuntu Enlightenment Remix, i era basada en Ubuntu. És una distribució ràpida, lleugera, completament personalitzable i fàcil d'usar. Empra Calamares per a la instal·lació i Systemd com a init. Ofereix gran quantitat d'entorns d'escriptori, alguns considerats obsolets i diferents models d'actualització. Un basat en la branca estable de Debian i l'altre, d'alliberament continu, basat en la branca inestable. Dissenyada principalment per a l'ús d'escriptori, ofereix versions multimèdia, per al joc i per al rescat.

## Característiques
Els requisits del sistema no són elevats, de manera que SparkyLinux és adequada per a gairebé tots els ordinadors, encara que el maquinari sigui antic.
Preinstal·la poc programari; tot el necessari per a assegurar que la majoria de les targetes de xarxa sense fil/mòbil siguin compatibles i s'inclou una gamma completa de còdecs multimèdia.
Malgrat és considerada com a fàcil d'usar, no és recomanada per a nouvinguts a Linux. SparkyLinux apareix a la pàgina de comparació DistroWatch entre les distribucions més destacades.